# Dagorhir
Dagorhir, egentligen Dagorhir Battle Games är en organisation som anordnar bofferkrig. Organisationen grundades i Washington, DC 1977 av Brian Wiese och har förgreningar i USA, Kanada och Storbritannien.

## Arrangemang
Dagorhirs verksamhet består i att arrangera simulerade strider. Det anordnas många olika mindre arrangemang av de anslutna grupperna, ofta på månatlig basis. Den största sammankomsten är ett arrangemang känt som Ragnarok och brukar ha omkring 1500 deltagare.

## Spelsystem
Tekniskt sett skulle Dagorhir kunna kallas för en lajvorganisation, men detta avvisas av många medlemmar.  Den svenska termen "bofferkrig" är mer beskrivande av den faktiskt verksamheten. Deltagarna förväntas bära någon form av passande klädsel och hålla sig i roll under tiden som spelet pågår, även om det inte alltid genomförs på ett seriöst sätt.. Dagorhir använder boffervapen för att simulera strid och de vapen som spelarna använder ska följa organisationens riktlinjer och kontrolleras innan spelets början..  Till skillnad från många liknande spelsystem förekommer inte magi i Dagorhirs system.. Spelarna låter inspireras av såväl historiska epoker som fantasy.

## Dagorhir i media
Den 20 januari 2009, visade Discovery Channel ett inslag om Dagorhir i programmet Wreckreation Nation, avsnittet Demolition Derby.